# MKB-10 poglavlje XVI: Određena stanja porođajnog perioda

## (P00-P96) - Određena stanja porođajnog perioda

### (P00-P04) - Fetus i novorođenče na koje djeluju stanja u majke i komplikacije trudnoće i porođaja
- P00 Fetus i novorođenče na koje djeluju stanja u majke koja nisu nužno u vezi s postojećom trudnoćom
  - P00.0 Fetus i novorođenče na koje djeluju hipertenzivni poremećaji u majke
  - P00.1 Fetus i novorođenče na koje djeluje bolest bubrega i mokraćnog sustava u majke
  - P00.2 Fetus i novorođenče na koje djeluju infektivne i parazitarne bolesti u majke
  - P00.3 Fetus i novorođenče na koje djeluju druge bolesti majčina respiracijskog i cirkulacijskog sustava
  - P00.4 Fetus i novorođenče na koje djeluju nutritivni poremećaji u majke
  - P00.5 Fetus i novorođenče na koje djeluju ozljede u majke
  - P00.6 Fetus i novorođenče na koje djeluju kirurški zahvati na majci
  - P00.7 Fetus i novorođenče na koje djeluju drugi medicinski postupci na majci, koji nisu svrstani drugamo
  - P00.8 Fetus i novorođenče na koje djeluju druga stanja u majke
  - P00.9 Fetus i novorođenče na koje djeluje nespecificirano stanje u majke

- P01 Fetus i novorođenče na koje djeluju komplikacije trudnoće u majke
  - P01.0 Fetus i novorođenče rođeno zbog insuficijencije vrata maternice
  - P01.1 Fetus i novorođenče rođeno nakon prijevremene rupture ovojnica
  - P01.2 Fetus i novorođenče s oligohidramnionom
  - P01.3 Fetus i novorođenče s polihidramnionom
  - P01.4 Fetus i novorođenče iz izvanmaternične trudnoće
  - P01.5 Fetus i novorođenče iz višeplodne trudnoće
  - P01.6 Fetus i novorođenče nakon majčine smrti
  - P01.7 Fetus i novorođenče s nepravilnim stavom prije rođenja
  - P01.8 Fetus i novorođenče nakon drugih komplikacija trudnoće u majke
  - P01.9 Fetus i novorođenče s komplikacijom trudnoće u majke, nespecificiranom

- P02 Fetus i novorođenče na koje djeluju komplikacije posteljice, pupkovine i ovojnica
  - P02.0 Fetus i novorođenče s placentom previjom
  - P02.1 Fetus i novorođenče s drugim oblicima odvajanja posteljice i krvarenjima
  - P02.2 Fetus i novorođenče s drugim i nespecificiranim morfološkim i funkcionalnim abnormalnostima posteljice
  - P02.3 Fetus i novorođenče sa sindromima placentarne transfuzije
  - P02.4 Fetus i novorođenče s ispalom pupkovinom
  - P02.5 Fetus i novorođenče s drugom kompresijom pupkovine
  - P02.6 Fetus i novorođenče na koje djeluju druga i nespecificirana stanja pupkovine
  - P02.7 Fetus i novorođenče s korioamnionitisom
  - P02.8 Fetus i novorođenče s drugim abnormalnostima ovojnica
  - P02.9 Fetus i novorođenče s abnormalnošću ovojnica, nespecificiranom

- P03 Fetus i novorođenče s drugim komplikacijama porođaja
  - P03.0 Fetus i novorođenče rođeni iz stava zatkom i ekstrakcijom
  - P03.1 Fetus i novorođenče rođeni iz drugih nepravilnih stavova, položaja i disproporcija
  - P03.2 Fetus i novorođenče nakon rađanja forcepsom
  - P03.3 Fetus i novorođenče nakon rađanja vakuumskim ekstraktorom (ventuzom)
  - P03.4 Fetus i novorođenče nakon rađanja carskim rezom
  - P03.5 Fetus i novorođenče nakon ubrzana rađanja
  - P03.6 Fetus i novorođenče nakon abnormalnih kontrakcija maternice
  - P03.8 Fetus i novorođenče nakon drugih specificiranih komplikacija porođaja
  - P03.9 Fetus i novorođenče s komplikacijom pri rađanju, nespecificiranom

- P04 Fetus i novorođenče na koje djeluju štetni utjecaji preneseni preko posteljice ili majčinim mlijekom
  - P04.0 Fetus i novorođenče nakon anestezije i analgezije majke u tijeku trudnoće i porođaja
  - P04.1 Fetus i novorođenče nakon drugog medikamentoznog liječenja majke
  - P04.2 Fetus i novorođenče iz trudnoće majke pušačice
  - P04.3 Fetus i novorođenče iz trudnoće u kojoj je majka uzimala alkohol
  - P04.4 Fetus i novorođenče nakon majčine upotrebe lijekova koji uzrokuju navikavanje
  - P04.5 Fetus i novorođenče nakon majčine upotrebe prehrambeno-kemijskih tvari
  - P04.6 Fetus i novorođenče nakon trudnoće s izloženošću majke kemijskim tvarima okoliša
  - P04.8 Fetus i novorođenče iz trudnoće s drugim štetnim majčinim utjecajem
  - P04.9 Fetus i novorođenče iz trudnoće sa štetnim majčinim utjecajem, nespecificiranim

### (P05-P08) - Poremećaji koji se odnose na trajanje gestacije i rast fetusa
- P05 Usporeni rast fetusa i njegova pothranjenost
  - P05.0 Prelagan za dob trudnoće
  - P05.1 Premalen za dob trudnoće
  - P05.2 Pothranjenost fetusa bez napomene o fetusu laganom ili malenom za dob gestacije
  - P05.9 Usporeni rast fetusa, nespecificiran

- P07 Poremećaji koji se odnose na kratko trajanje gestacije i nisku porođajnu težinu, a nisu svrstani drugamo
  - P07.0 Ekstremno niska porođajna težina
  - P07.1 Druga niska porođajna težina
  - P07.2 Ekstremna nezrelost
  - P07.3 Druga prijevremeno rođena dojenčad

- P08 Poremećaji koji se odnose na dugo trajanje gestacije i veliku porođajnu težinu
  - P08.0 Izuzetno veliko dijete
  - P08.1 Druga dojenčad teška za gestacijsku dob
  - P08.2 Dojenče rođeno nakon termina, koje nije teško za gestacijsku dob

### (P10-P15) - Porođajne ozljede
- P10 Intrakranijalna laceracija i krvarenje zbog porođajne ozljede
  - P10.0 Subduralno krvarenje zbog porođajne ozljede
  - P10.1 Cerebralno krvarenje zbog porođajne ozljede
  - P10.2 Intraventrikularno krvarenje zbog porođajne ozljede
  - P10.3 Subarahnoidalno krvarenje zbog porođajne ozljede
  - P10.4 Tentorijalni rascjep zbog porođajne ozljede
  - P10.8 Druge intrakranijalne laceracije i krvarenja zbog porođajne ozljede
  - P10.9 Nespecificirana intrakranijalna laceracija i krvarenje zbog porođajne ozljede

- P11 Druge porođajne ozljede središnjega živčanog sustava
  - P11.0 Moždani edem zbog porođajne ozljede
  - P11.1 Drugo specificirano oštećenje mozga zbog porođajne ozljede
  - P11.2 Nespecificirano oštećenje mozga zbog porođajne ozljede
  - P11.3 Porođajna ozljeda ličnog živca (nervus facialis)
  - P11.4 Porođajna ozljeda drugih kranijalnih živaca
  - P11.5 Porođajna ozljeda kralježnice i kralježnične moždine
  - P11.9 Porođajna ozljeda središnjega živčanog sustava, nespecificirana

- P12 Porođajna ozljeda oglavka
  - P12.0 Kefalhematom zbog porođajne ozljede
  - P12.1 Oteklina oglavka zbog porođajne ozljede
  - P12.2 Epikranijalno subaponeurotično krvarenje zbog porođajne ozljede
  - P12.3 Nagnječenje oglavka zbog porođajne ozljede
  - P12.4 Ozljede oglavka zbog praćenja novorođenčetova stanja
  - P12.8 Druge porođajne ozljede oglavka
  - P12.9 Porođajna ozljeda oglavka, nespecificirana

- P13 Porođajna ozljeda koštanog sustava
  - P13.0 Fraktura lubanje zbog porođajne ozljede
  - P13.1 Druge porođajne ozljede lubanje
  - P13.2 Porođajna ozljeda bedrene kosti (femura)
  - P13.3 Porođajna ozljeda ostalih dugačkih kostiju
  - P13.4 Fraktura ključne kosti (klavikule) zbog porođajne ozljede
  - P13.8 Porođajne ozljede drugih dijelova kostura
  - P13.9 Porođajna ozljeda kostura, nespecificirana

- P14 Porođajna ozljeda perifernoga živčanog sustava
  - P14.0 Erbova paraliza zbog porođajne ozljede
  - P14.1 Klumpkeova paraliza zbog porođajne ozljede
  - P14.2 Paraliza dijafragmalnog živca (nervus phrenicus) zbog porođajne ozljede
  - P14.3 Druge porođajne ozljede brahijalnog pleksusa
  - P14.8 Porođajne ozljede drugih dijelova perifernoga živčanog sustava
  - P14.9 Porođajna ozljeda perifernoga živčanog sustava, nespecificirana

- P15 Druge porođajne ozljede
  - P15.0 Porođajna ozljeda jetre
  - P15.1 Porođajna ozljeda slezene
  - P15.2 Ozljeda sternomastoida zbog porođajne ozljede
  - P15.3 Porođajna ozljeda oka
  - P15.4 Porođajna ozljeda lica
  - P15.5 Porođajna ozljeda vanjskog spolovila
  - P15.6 Supkutana masna nekroza zbog porođajne ozljede
  - P15.8 Druge specificirane porođajne ozljede
  - P15.9 Porođajna ozljeda, nespecificirana

### (P20-P29) - Respiratorni i kardiovaskularni poremećaji specifični za perinatalno razdoblje
- P20 Intrauterina hipoksija
  - P20.0 Intrauterina hipoksija prvi put zamijećena prije početka trudova
  - P20.1 Intrauterina hipoksija prvi put zamijećena u tijeku trudova i porođaja
  - P20.9 Intrauterina hipoksija ,nespecificirana

- P21 Porođajna asfiksija
  - P21.0 Teška porođajna asfiksija
  - P21.1 Blaga i umjerena porođajna asfiksija
  - P21.9 Porođajna asfiksija, nespecificirana

- P22 Respiratorni distres novorođenčeta
  - P22.0 Sindrom respiratornog distresa novorođenčeta
  - P22.1 Prolazna tahipneja novorođenčeta
  - P22.8 Drugi respiratorni distres novorođenčeta
  - P22.9 Respiratorni distres novorođenčeta, nespecificiran

- P23 Kongenitalna pneumonija
  - P23.0 Kongenitalna pneumonija uzrokovana virusom
  - P23.1 Kongenitalna pneumonija koju uzrokuje Chlamydia
  - P23.2 Kongenitalna pneumonija uzrokovana stafilokokom
  - P23.3 Kongenitalna pneumonija uzrokovana streptokokom, grupa B
  - P23.4 Kongenitalna pneumonija koju uzrokuje Escherichia coli
  - P23.5 Kongenitalna pneumonija koju uzrokuje Pseudomonas
  - P23.6 Konatalna pneumonija zbog drugih bakterijskih uzročnika
  - P23.8 Kongenitalna pneumonija zbog drugih uzročnika
  - P23.9 Kongenitalna pneumonija, nespecificirana

- P24 Neonatalni aspiracijski sindrom
  - P24.0 Neonatalna aspiracija mekonija
  - P24.1 Neonatalna aspiracija amnionske tekućine i sluzi
  - P24.2. Neonatalna aspiracija krvi
  - P24.3 Neonatalna aspiracija mlijeka i regurgitirane (povraćene) hrane
  - P24.8 Drugi neonatalni aspiracijski sindromi
  - P24.9 Neonatalni aspiracijski sindrom, nespecificiran

- P25 Intersticijski emfizem i srodna stanja nastala u perinatalnom razdoblju
  - P25.0 Intersticijski emfizem nastao u perinatalnom razdoblju
  - P25.1 Pneumotoraks nastao u perinatalnom razdoblju
  - P25.2 Pneumomedijastinum nastao u perinatalnom razdoblju
  - P25.3 Pneumoperikard nastao u perinatalnom razdoblju
  - P25.8 Druga stanja povezana s intersticijskim emfizemom nastala u perinatalnom razdoblju

- P26 Plućno krvarenje nastalo u perinatalnom razdoblju
  - P26.0 Traheobronhalno krvarenje nastalo u perinatalnom razdoblju
  - P26.1 Masivno plućno krvarenje nastalo u perinatalnom razdoblju
  - P26.8 Drugo plućno krvarenje nastalo u perinatalnom razdoblju
  - P26.9 Nespecificirano plućno krvarenje nastalo u perinatalnom razdoblju

- P27 Kronična respiracijska bolest nastala u perinatalnom razdoblju
  - P27.0 Wilson-Mikityjev sindrom
  - P27.1 Bronhopulmonalna displazija nastala u perinatalnom razdoblju
  - P27.8 Druge kronične respiratorne bolesti nastale u perinatalnom razdoblju
  - P27.9 Nespecificirana kronična respiratorna bolest nastala u perinatalnom razdoblju

- P28 Druga stanja dišnog sustava nastala u perinatalnom razdoblju
  - P28.0 Primarna atelektaza novorođenčeta
  - P28.1 Druga i nespecificirana atelektaza novorođenčeta
  - P28.2 Napadaji cijanoze u novorođenčeta
  - P28.3 Primarna apneja u snu novorođenčeta
  - P28.4 Druga apneja novorođenčeta
  - P28.5 Zatajenje respiracije u novorođenčeta
  - P28.8 Druga specificirana stanja respiracijskog sustava u novorođenčeta
  - P28.9 Stanje respiracijskog sustava novorođenčeta, nespecificirano

- P29 Kardiovaskularni poremećaji nastali u perinatalnom razdoblju
  - P29.0 Zatajenje srca u novorođenčeta
  - P29.1 Srčana dizritmija u novorođenčeta
  - P29.2 Hipertenzija u novorođenčeta
  - P29.3 Perzistirajuća fetalna cirkulacija
  - P29.4 Prolazna ishemija miokarda u novorođenčeta
  - P29.8 Drugi kardiovaskularni poremećaji nastali u perinatalnom razdoblju
  - P29.9 Kardiovaskularni poremećaj nastao u perinatalnom razdoblju, nespecificiran

### (P35-P39) - Infekcije specifične za perinatalnom razdoblju
- P35 Kongenitalne virusne bolesti
  - P35.0 Sindrom prirođene rubeole
  - P35.1 Kongenitalna infekcija citomegalovirusom
  - P35.2 Kongenitalna infekcija virusom herpesa (herpes simpleks)
  - P35.3 Kongenitalni virusni hepatitis
  - P35.8 Druge prirođene virusne bolesti
  - P35.9 Kongenitalna virusna bolest, nespecificirana

- P36 Bakterijska sepsa u novorođenčeta
  - P36.0 Sepsa u novorođenčeta uzrokovana streptokokom, grupa B
  - P36.1 Sepsa u novorođenčeta uzrokovana drugim i nespecificiranim streptokokom
  - P36.2 Sepsa u novorođenčeta koju uzrokuje Staphylococcus aureus
  - P36.3 Sepsa u novorođenčeta uzrokovana drugim i nespecificiranim stafilokokom
  - P36.4 Sepsa u novorođenčeta koju uzrokuje Ecsherichia coli
  - P36.5 Sepsa u novorođenčeta uzrokovana anaerobima
  - P36.8 Druga bakterijska sepsa u novorođenčeta
  - P36.9 Bakterijska sepsa u novorođenčeta, nespecificirana

- P37 Druge prirođene infektivne i parazitarne bolesti
  - P37.0 Kongenitalna tuberkuloza
  - P37.1 Kongenitalna toksoplazmoza
  - P37.2 Neonatalna (diseminirana) listerioza
  - P37.3 Kongenitalna malarija (Falciparum malariae)
  - P37.4 Druga prirođena malarija
  - P37.5 Neonatalna kandidijaza
  - P37.8 Druge specificirane prirođene infektivne i parazitarne bolesti
  - P37.9 Kongenitalna infektivna i parazitarna bolest, nespecificirana

- P38 Omfalitis novorođenčeta sa slabim krvarenjem ili bez njega
  - P38.0 Omfalitis novorođenčeta sa slabim krvarenjem ili bez njega

- P39 Druge infekcije specifične za perinatalno razdoblje
  - P39.0 Neonatalni infektivni mastitis
  - P39.1 Neonatalni konjunktivitis i dakriocistitis
  - P39.2 Intraamnionska infekcija fetusa, koja nije svrstana drugamo
  - P39.3 Infekcija mokraćnog sustava u novorođenčeta
  - P39.4 Infekcija kože u novorođenčeta
  - P39.8 Druge specificirane infekcije specifične za perinatalno razdoblje
  - P39.9 Infekcija specifična za perinatalno razdoblje, nespecificirana

### (P50-P61) - Hemoragijski i hematološki poremećaji fetusa i novorođenčeta
- P50 Gubitak krvi fetusa (fetalni gubitak krvi)
  - P50.0 Gubitak krvi fetusa iz vasa praevia
  - P50.1 Gubitak krvi fetusa iz rupturirane pupčane vrpce
  - P50.2 Gubitak krvi fetusa iz posteljice
  - P50.3 Krvarenje u drugog blizanca(co-twin)
  - P50.4 Krvarenje u majčinu cirkulaciju
  - P50.5 Gubitak krvi fetusa iz presječenog kraja blizanačke pupčane vrpce
  - P50.8 Drugi gubitak krvi fetusa
  - P50.9 Gubitak krvi fetusa,nespecificiran

- P51 Umbilikalno krvarenje u novorođenčeta
  - P51.0 Masivno umbilikalno krvarenje u novorođenčeta
  - P51.8 Drugo umbilikalno krvarenje u novorođenčeta
  - P51.9 Umbilikalno krvarenje u novorođenčeta, nespecificirano

- P52 Intrakranijalno netraumatsko krvarenje u fetusa i novorođenčeta
  - P52.0 Intraventrikularno (netraumatsko) krvarenje u fetusa i novorođenčeta, prvoga stupnja
  - P52.1 Intraventrikularno (netraumatsko) krvarenje u fetusa i novorođenčeta, drugoga stupnja
  - P52.2 Intraventrikularno (netraumatsko) krvarenje u fetusa i novorođenčeta, trećega stupnja
  - P52.3 Nespecificirano intraventrikularno (netraumatsko) krvarenje u fetusa i novorođenčeta
  - P52.4 Intracerebralno (netraumatsko) krvarenje u fetusa i novorođenčeta
  - P52.5 Subarahnoidalno (netraumatsko) krvarenje u fetusa i novorođenčeta
  - P52.6 Cerebelarno (netraumatsko) i krvarenje u stražnjoj lubanjskoj šupljini u fetusa i novorođenčeta
  - P52.8 Druga intrakranijalna (netraumatska) krvarenja u fetusa i novorođenčeta
  - P52.9 Intrakranijalno (netraumatsko) krvarenje fetusa i novorođenčeta, nespecificirano

- P53 Hemoragijska bolest fetusa i novorođenčeta
  - P53.0 Hemoragijska bolest fetusa i novorođenčeta

- P54 Druga neonatalna krvarenja
  - P54.0 Neonatalna hematemeza
  - P54.1 Neonatalna melena
  - P54.2 Neonatalno krvarenje iz debeloga crijeva (rektalno)
  - P54.3 Drugo neonatalno gastrointestinalno krvarenje
  - P54.4 Neonatalno krvarenje u nadbubrežnu žlijezdu (adrenalno)
  - P54.5 Neonatalno kožno krvarenje
  - P54.6 Neonatalno krvarenje iz rodnice
  - P54.8 Druga specificirana neonatalna krvarenja
  - P54.9 Neonatalno krvarenje, nespecificirano

- P55 Hemolitična bolest fetusa i novorođenčeta
  - P55.0 Rh-izoimunizacija fetusa i novorođenčeta
  - P55.1 ABO-izoimunizacija fetusa i novorođenčeta
  - P55.8 Druge hemolitične bolesti fetusa i novorođenčeta
  - P55.9 Hemolitična bolest fetusa i novorođenčeta, nespecificirana

- P56 Fetalni hidrops zbog hemolitične bolesti
  - P56.0 Fetalni hidrops zbog izoimunizacije
  - P56.9 Fetalni hidrops zbog druge i nespecificirane hemolitične bolesti

- P57 Kernikterus
  - P57.0 Kernikterus zbog izoimunizacije
  - P57.8 Drugi specificirani kernikterus
  - P57.9 Kernikterus, nespecificiran

- P58 Neonatalna žutica nastala zbog druge prekomjerne hemolize
  - P58.0 Neonatalna žutica zbog nagnječenja
  - P58.1 Neonatalna žutica zbog krvarenja
  - P58.2 Neonatalna žutica zbog infekcije
  - P58.3 Neonatalna žutica zbog policitemije
  - P58.4 Neonatalna žutica zbog lijekova ili toksina prenesenih od majke ili danih novorođenčetu
  - P58.5 Neonatalna žutica zbog progutane majčine krvi
  - P58.8 Neonatalna žutica zbog drugih specificiranih prekomjernih hemoliza
  - P58.9 Neonatalna žutica zbog prekomjerne hemolize, nespecificirana

- P59 Neonatalna žutica zbog drugih i nespecificiranih uzroka
  - P59.0 Neonatalna žutica povezana s prijevremenim rođenjem
  - P59.1 Sindrom zgusnute žuči
  - P59.2 Neonatalna žutica zbog drugog i nespecificiranog hepatocelularnog oštećenja
  - P59.3 Neonatalna žutica zbog zastoja mlijeka u dojci
  - P59.8 Neonatalna žutica zbog drugih specificiranih uzroka
  - P59.9 Neonatalna žutica, nespecificirana

- P60 Diseminirana intravaskularna koagulacija fetusa i novorođenčeta
  - P60.0 Diseminirana intravaskularna koagulacija fetusa i novorođenčeta

- P61 Drugi perinatalni hematološki poremećaji
  - P61.0 Prolazna neonatalna trombocitopenija
  - P61.1 Polycythaemia neonatorum
  - P61.2 Anemija zbog prematurnosti
  - P61.3 Kongenitalna anemija zbog fetalnog gubitka krvi
  - P61.4 Druge prirođene anemije koje nisu svrstane drugamo
  - P61.5 Prolazna neonatalna neutropenija
  - P61.6 Drugi prolazni neonatalni poremećaji koagulacije
  - P61.8 Drugi specificirani perinatalni hematološki poremećaji
  - P61.9 Perinatalni hematološki poremećaj, nespecificiran

### (P70-P74) - Prolazni endokrini i metabolički poremećaji specifični za fetus i novorođenče
- P70 Prolazni poremećaji metabolizma ugljikohidrata specifični za fetus i novorođenče
  - P70.0 Sindrom dojenčeta majke s gestacijskim dijabetesom
  - P70.1 Sindrom dojenčeta dijabetične majke
  - P70.2 Neonatalni dijabetes melitus
  - P70.3 Jatrogena neonatalna hipoglikemija
  - P70.4 Druga neonatalna hipoglikemija
  - P70.8 Drugi prolazni poremećaji metabolizma ugljikohidrata u fetusa i novorođenčeta
  - P70.9 Prolazni poremećaj metabolizma ugljikohidrata u fetusa i novorođenčeta,nespecificiran

- P71 Prolazni neonatalni poremećaji metabolizma kalcija i magnezija
  - P71.0 Hipokalcemija u novorođenčeta zbog uzimanja kravljeg mlijeka
  - P71.1 Druga neonatalna hipokalcemija
  - P71.2 Neonatalna hipomagnezemija
  - P71.3 Neonatalna tetanija bez manjka kalcija i megnezija
  - P71.4 Prolazni neonatalni hipoparatireoidizam
  - P71.8 Drugi prolazni neonatalni poremećaji metabolizma kalcija i magnezija
  - P71.9 Prolazni neonatalni poremećaj metabolizma kalcija i magnezija, nespecificiran

- P72 Drugi prolazni neonatalni endokrinološki poremećaji
  - P72.0 Neonatalna gušavost, koja nije svrstana drugamo
  - P72.1 Prolazni neonatalni hipertireoidizam
  - P72.2 Drugi prolazni neonatalni poremećaji funkcije štitnjače, koji nisu svrstani drugamo
  - P72.8 Drugi specificirani prolazni neonatalni endokrinološki poremećaji
  - P72.9 Prolazni neonatalni endokrinološki poremećaj, nespecificiran

- P74 Drugi prolazni neonatalni poremećaji metabolizma i elektrolita
  - P74.0 Kasna metabolička acidoza u novorođenčeta
  - P74.1 Dehidracija novorođenčeta
  - P74.2 Poremećaj ravnoteže natrija u novorođenčeta
  - P74.3 Poremećaj ravnoteže kalija u novorođenčeta
  - P74.4 Drugi prolazni poremaćaj ravnoteže elektrolita u novorođenčeta
  - P74.5 Prolazna tirozinemija u novorođenčeta
  - P74.8 Drugi prolazni metabolički poremećaji u novorođenčeta
  - P74.9 Prolazni metabolički poremećaj u novorođenčeta, nespecificiran

### (P75-P78) - Poremećaji probavnog sustava fetusa i novorođenčeta
- P75*. Mekonijski ileus
  - P75*.0 Mekonijski ileus

- P76 Druge crijevne opstrukcije u novorođenčeta
  - P76.0 Sindrom začepljenja mekonijem
  - P76.1 Prolazni ileus u novorođenčeta
  - P76.2 Crijevna opstrukcija zbog zgusnutoga mlijeka
  - P76.8 Druge specificirane crijevne opstrukcije u novorođenčeta
  - P76.9 Crijevna opstrukcija u novorođenčeta, nespecificirana

- P77 Nekrotizirajući enterokolitis u fetusa i novorođenčeta
  - P77.0 Nekrotizirajući entrokolitis u fetusa i novorođenčeta

- P78 Drugi perinatalni poremećaji probavnog sustava
  - P78.0 Perinatalna perforacija crijeva
  - P78.1 Drugi neonatalni peritonitis
  - P78.2 Neonatalna hematemeza i melena zbog progutane majčine krvi
  - P78.3 Neinfektivna neonatalna dijareja
  - P78.8 Drugi specificirani perinatalni poremećaji probavnog sustava
  - P78.9 Perinatalni poremećaj probavnog sustava, nespecificiran

### (P80-P83) - Stanja kože i regulacije temperature fetusa i novorođenčeta
- P80 Hipotermija u novorođenčeta
  - P80.0 Sindrom "hladne ozljede"
  - P80.8 Druga hipotermija u novorođenčeta
  - P80.9 Hipotermija u novorođenčeta, nespecificirana

- P81 Drugi poremećaji regulacije temperature u novorođenčeta
  - P81.0 Hipertermija u novorođenčeta uzrokovana temperaturom okoliša
  - P81.8 Drugi specificirani poremećaji regulacije temperature u novorođenčeta
  - P81.9 Porememećaj regulacije temperature u novorođenčeta, nespecificiran

- P83 Druga stanja kože specifična za fetus i novorođenče
  - P83.0 Sklerema neonatorum
  - P83.1 Neonatalni toksični eritem
  - P83.2 Fetalni hidrops koji nije uzrokovan hemolitičnom bolesti
  - P83.3 Drugi i nespecificirani edemi specifični za fetus i novorođenče
  - P83.4 Povećanje mliječne žlijezde u novorođenčeta
  - P83.5 Kongenitalna hidrokela
  - P83.6 Polip pupka (umbilikalni polip) u novorođenčeta
  - P83.8 Druga specificirana stanja kože specifična za fetus i novorođenče
  - P83.9 Stanje kože specifično za fetus i novorođenče, nespecificirano

### (P90-P96) - Drugi poremećaji nastali u perinatalnom razdoblju
- P90 Konvulzije novorođenčeta
  - P90.0 Konvulzije novorođenčeta

- P91 Drugi poremećaji cerebralnoga statusa u novorođenčeta
  - P91.0 Novorođenačka cerebralna ishemija
  - P91.1 Stečena periventrikularna cista u novorođenčeta
  - P91.2 Novorođenačka cerebralna leukomalacija
  - P91.3 Novorođenačka cerebralna razdražljivost
  - P91.4 Neonatalna cerebralna depresija
  - P91.5 Neonatalna koma
  - P91.8 Drugi specificirani poremećaji cerebralnoga statusa u novorođenčeta
  - P91.9 Poremećaj cerebralnoga statusa u novorođenčeta, nespecificiran

- P92 Problemi hranjenja novorođenčeta
  - P92.0 Povraćanje u novorođenčeta
  - P92.1 Regurgitacija i ruminacija u novorođenčeta
  - P92.2 Sporo hranjenje novorođenčeta
  - P92.3 Nedovoljno hranjenje novorođenčeta
  - P92.4 Prekomjerno hranjenje novorođenčeta
  - P92.5 Novorođenačke poteškoće pri dojenju
  - P92.8 Drugi problemi hranjenja novorođenčeta
  - P92.9 Problem hranjenja novorođenčeta, nespecificiran

- P93 Reakcije i intoksikacije zbog lijekova danih fetusu i novorođenčetu
  - P93.0 Reakcije i intoksikacija zbog lijekova danih fetusu i novorođenčetu

- P94 Poremećaji mišićnog tonusa u novorođenčeta
  - P94.0 Prolazna novorođenačka miastenija gravis
  - P94.1 Kongenitalna hipertonija
  - P94.2 Kongenitalna hipotonija
  - P94.8 Drugi poremećaji mišićnog tonusa u novorođenčeta
  - P94.9 Poremećaj mišićnog tonusa u novorođenčeta, nespecificiran

- P95 Fetalna smrt zbog nespecificiranog uzroka
  - P95.0 Fetalna smrt zbog nespecificiranog uzroka
  - P96 Druga stanja nastala u perinatalnom razdoblju
  - P96.0 Kongenitalno zatajenje bubrega
  - P96.1 Neonatalni simptomi odvikavanja od majčine uporabe lijekova koji uzrokuju ovisnost
  - P96.2 Sindrom odvikavanja od terapijske uporabe lijekova u novorođenčeta
  - P96.3 Široke kranijalne suture u novorođenčeta
  - P96.4 Dovršenje trudnoće, fetus i novorođenče
  - P96.5 Komplikacije intrauterinih postupaka, koje nisu svrstane drugamo
  - P96.8 Druga specificirana stanja nastala u perinatalnom razdoblju
  - P96.9 Stanje nastalo u perinatalnom razdoblju, nespecificirano

## Vanjske poveznice
- MKB-10 P00-P96 2007. - WHO[neaktivna poveznica]